# Nije
Nije – wieś w Iranie, w ostanie Isfahan. W 2006 roku  liczyła 373 mieszkańców w 123 rodzinach.